# پرتگاه (مذهب)
پرتگاه (انگلیسی: Abyss) در یک مفهوم بسط یافته بعدی در ادبیات بین عهد یهودی، پرتگاه دنیای زیرین بود، یا محل سکونت مردگان (شئول) یا در نهایت قلمرو ارواح سرکش (جهنم). در معنای اخیر، به‌طور خاص، پرتگاه اغلب به عنوان زندانی برای شیاطین دیده می‌شد. این کاربرد در عهد جدید انتخاب شد.